# Diplomys
Diplomys — рід гризунів родини щетинцевих, що проживають на півночі південноамериканського континенту і є суворо деревними тваринами. 

## Етимологія
грец. Dyploos — «двічі, в два рази», грец. mys — родовий відмінок від myos — миші, Diplomys — «подвійні миші»,   

## Систематика
- Рід Diplomys
  - Вид Diplomys caniceps
  - Вид Diplomys labilis